# Janusz Onufrowicz
Janusz Andrzej Onufrowicz (ur. 17 maja 1969 w Opolu) – polski aktor, autor tekstów piosenek, satyryk i pisarz.

## Życiorys
W 1994 ukończył studia na Wydziale Aktorskim PWSFTviT w Łodzi. Występował w teatrach warszawskich: Teatrze Studio (1994) i Teatrze Nowym (1994-1996).

## Filmografia
- 1991: Przeklęta Ameryka - Piotr Szymański
- 1992: Kuchnia polska - Ferdynand Biesiekierski (odc.3)
- 1994: Samobójstwo (spektakl telewizyjny) - Lolo
- 1995: Hernani (spektakl telewizyjny) - sprzysiężony
- 1995: Ekstradycja - pomocnik Zybertowicza (odc. 3)
- 1995: Cyd (spektakl telewizyjny) - Don Alonzo
- 1996: Matka swojej matki - Piotr
- 1997: Sława i chwała - żołnierz we wrześniu 1939 (odc. 6)
- 1997: Klan - Henryk Surmiej, mąż Wiesi
- 1998-2004: Złotopolscy - Jasio, policjant na Dworcu Centralnym
- 1998: Miodowe lata - doręczyciel (odc. 6)
- 1998: Matki, żony i kochanki - Ludwik, kolega Kamila (seria II)
- 1998: Gwiezdny pirat - student (odc. 6-7)
- 1999: Miodowe lata
  - głos prezentera (odc. 28)
  - spiker, tylko głos (odc. 33)
- 1999: Kiler-ów 2-óch - dziennikarz
- 1999: Gwiazdka w Złotopolicach - Jasio, policjant na Dworcu Centralnym
- 2000: Miodowe lata
  - doręczyciel (odc. 54)
  - listonosz (odc. 59)
  - techniczny (odc. 67)
- 2001: Miodowe lata - posłaniec (odc. 82)
- 2001: Kocham Klarę
  - doręczyciel (odc. 2)
  - obcy koleś w mieszkaniu Klary (odc. 3)
- 2002: Kasia i Tomek - kabareciarz, tylko głos (odc. 15)
- 2003: Miodowe lata - policjant (odc. 130)
- 2003: Kasia i Tomek
  - głos w tv (odc. 5 seria II)
  - policjant (odc. 29 seria III)
- 2004: Camera Café - ochroniarz (odc. 67_5)
- 2004: Całkiem nowe lata miodowe - listonosz (odc. 6-7, 9, 11)
- 2006: Job, czyli ostatnia szara komórka - rastaman
- 2007: Halo Hans! - klaun (odc. 8)
- 2009: Samo życie - manager hotelu
- 2009: Pokonany (etiuda szkolna) - wychowawca
- 2010: Miłość nad rozlewiskiem - Bohdan Milewicz, ojciec Kuby (odc. 13)
- 2010: Fenomen - ginekolog Jacek
- 2011: Wiadomości z drugiej ręki - operator kamery (odc. 19)
- 2012: Galeria - klient butiku Olgi (odc. 23)
- 2013: Prawo Agaty - Krajewski, mąż Małgorzaty (odc. 32)
- 2013: Ojciec Mateusz - Birecki (odc. 114)
- 2013: Cisza nad rozlewiskiem - Bohdan Milewski, ojciec Kuby (odc. 1-2, 6)
- 2014: Na krawędzi - facet (odc. 12)
- 2015: Prokurator - sędzia (odc. 4)
- 2015: Barwy szczęścia - adwokat Borysa (odc. 1300, 1330)
- 2016: Przyjaciółki - Marcin Tarczyński, klient Ingi (odc. 80)
- 2016: M jak miłość - adwokat Korczyńskiego (odc. 1264)
- 2017: Ojciec Mateusz - elegant (odc. 227)
- od 2017: Dziewczyny ze Lwowa - kelner Andriej
- 2018: Okna, okna - Wacek
- 2018: Le Monde - Antoni
- 2019: Na dobre i na złe - Wiktor Jasiński, ojciec Nastki (odc. 736)
- 2019: Leśniczówka - laryngolog Andrzej (odc. 102, 129)
- od 2019: Pierwsza miłość - Janusz Rogalski, ojciec Jagody
- od 2021: M jak miłość - Grzegorz